# Salacia longipes
Salacia longipes là một loài thực vật có hoa trong họ Dây gối. Loài này được (Oliv.) N.Hallé miêu tả khoa học đầu tiên năm 1986.